# Wolter Robert van Hoëvell
Wolter Robert, Baron van Hoevell (14. juli 1812 i Deventer – 10. februar 1879 i Haag) var en hollandsk præst, politiker og skribent.
Van Hoëvell studerede teologi ved universitetet i Groningen og rejste i 1836 til Batavia hvor han, i 11 år, arbejdede som præst og forstander for "Bibel- und Missionsgesellschaft".
I 1848 tog Hövell tilbage til Holland, hvor han blev leder af den liberale koloniale bevægelse. Han blev valgt til Staten-Generaal hvor han sad i 14 år. I løbet af sin politiske karriere lykkedes det ham at få afskaffet slaveriet i Hollandsk Ostindien. I 1862 blev han udpeget til Raad van State.